# Grand Prix van Buenos Aires III 1949
De Grand Prix van Buenos Aires III 1949 was een autorace die werd gehouden op 18 december 1949 op het Parco Palermo in Palermo.

## Uitslag
| Positie | Rijder                  | Team        | Ronden | Tijd/Opgave      | Startplaats |
| ------- | ----------------------- | ----------- | ------ | ---------------- | ----------- |
| 1       | Alberto Ascari          | Ferrari     | 35     | 1:29:00.2        | 2           |
| 2       | Juan Manuel Fangio      | Ferrari     | 35     | + 28.8           | 4           |
| 3       | Luigi Villoresi         | Ferrari     | 35     | + 1:38.1         | 1           |
| 4       | Benedicto Campos        | Ferrari     | 34     | + 1 ronde        | 5           |
| 5       | José Froilán González   | Maserati    | 34     | + 1 ronde        | 13          |
| 6       | Birabongse Bhanubandh   | Maserati    | 34     | + 1 ronde        | 12          |
| 7       | Emmanuel de Graffenried | Maserati    | 33     | + 2 ronden       | 7           |
| 8       | Dorino Serafini         | Ferrari     | 33     | + 2 ronden       | 9           |
| 9       | Clemente Biondetti      | Maserati    | 33     | + 2 ronden       | 16          |
| 10      | Peter Whitehead         | Ferrari     | 32     | + 3 ronden       | 19          |
| 11      | Louis Chiron            | Maserati    | 31     | + 4 ronden       | 10          |
| NF      | Philippe Étancelin      | Talbot-Lago | 23     | Oliedruk         | 6           |
| NF      | Louis Rosier            | Talbot-Lago | 14     | Remmen           | 8           |
| NF      | Felice Bonetto          | Milano      | 8      |                  | 17          |
| NF      | Clemar Bucci            | Alfa Romeo  |        |                  | 11          |
| NF      | Eitel Cantoni           | Maserati    |        |                  | 18          |
| NF      | Giuseppe Farina         | Maserati    |        |                  | 3           |
| NF      | Oscar Gálvez            | Alfa Romeo  |        |                  | 14          |
| NF      | Piero Carini            | Maserati    |        |                  | 15          |
| NF      | Piero Taruffi           | Maserati    |        |                  | 20          |
| NF      | Reg Parnell             | Maserati    |        | Oliedruk         | 21          |
| DNS     | Giovanni Bracco         | Ferrari     |        |                  |             |
| DNS     | Manfred von Brauchitsch | Maserati    |        | Auto niet gereed |             |
| DNS     | Pascual Puopolo         | Maserati    |        |                  |             |
| DNS     | Victorio Rosa           | Maserati    |        |                  |             |